# Henri Saint-Pierre-Lespéret
Henri Saint-Pierre-Lespéret est un homme politique français né le 3 août 1761 à Plaisance (Gers) et mort le 21 janvier 1847 au même lieu.

## Biographie
Homme de loi à Plaisance, il est administrateur du département sous la Révolution. Rallié au coup d'État du 18 Brumaire, il est député du Gers de 1800 à 1811. Il est fait chevalier d'Empire en 1811. Il est le cousin de Louis Lanafoërt et de sa femme Marie Henriette Magenc.

## Sources
- « Henri Saint-Pierre-Lespéret », dans Adolphe Robert et Gaston Cougny, Dictionnaire des parlementaires français, Edgar Bourloton, 1889-1891 [détail de l’édition]